# Rotherham United F.C.
Rotherham United Football Club, biệt danh The Millers, là một câu lạc bộ bóng đá có trụ sở tại Rotherham, South Yorkshire, Anh. Đội bóng thi đấu ở EFL League One, hạng đấu thứ ba của bóng đá Anh, sau khi bị xuống hạng từ Championship ở 2018–19 season.
Thành lập năm 1925 do sự hợp nhất giữa Rotherham Town (1899) và Rotherham County (1870), màu sắc của câu lạc bộ ban đầu là vàng và đen, nhưng sau đó thay đổi thành màu đỏ và trắng. Rotherham United thi đấu ở sân nhà là Sân vận động New York, có sức chứa 12.021, thi đấu từ khi thành lập ở Millmoor cách đây 101 năm. Trở lại Football League năm 1925, Rotherham trải qua 25 năm đầu tiên ở Division Three North, cấp độ thấp nhất của Football League, và cuối cùng cũng lên chơi ở Division Two cuối mùa giải 1950–51.
The Millers bước vào trận chung kết Cúp Liên đoàn đầu tiên năm 1961, và vô địch Football League Trophy 1996 và Football League North Cup 1946. Đội bóng cũng có 2 lần lên hạng giai đoạn 1999–2001 dưới thời Ronnie Moore và 2012–2014 dưới thời Steve Evans.

## Cầu thủ

### Đội hình hiện tại
Tính đến 27 tháng 5 năm 2019
Ghi chú: Quốc kỳ chỉ đội tuyển quốc gia được xác định rõ trong điều lệ tư cách FIFA. Các cầu thủ có thể giữ hơn một quốc tịch ngoài FIFA.
| Số | VT | Quốc gia         | Cầu thủ         |
| -- | -- | ---------------- | --------------- |
| 3  | HV | Anh              | Joe Mattock     |
| 4  | TV | Wales            | Will Vaulks     |
| 5  | HV | Nigeria          | Semi Ajayi      |
| 6  | HV | Anh              | Richard Wood    |
| 7  | TV | Cộng hòa Ireland | Anthony Forde   |
| 8  | TV | Anh              | Matt Palmer     |
| 9  | TĐ | Anh              | Jamie Proctor   |
| 11 | TV | Anh              | Jon Taylor      |
| 12 | TM | Wales            | Lewis Price     |
| 15 | HV | Scotland         | Clark Robertson |
| 17 | TV | Anh              | Matt Crooks     |
| 18 | HV | Anh              | Ben Purrington  |
| 19 | TĐ | Bắc Ireland      | Kyle Vassell    |

| Số | VT | Quốc gia    | Cầu thủ              |
| -- | -- | ----------- | -------------------- |
| 20 | HV | Anh         | Michael Ihiekwe      |
| 21 | TĐ | Anh         | Jerry Yates          |
| 22 | TV | Anh         | Joe Newell           |
| 23 | TV | Úc          | Ryan Williams        |
| 24 | TĐ | Anh         | Michael Smith        |
| 25 | TV | Anh         | Ben Wiles            |
| 28 | HV | Anh         | Billy Jones          |
| 30 | TM | Anh         | Laurence Bilboe      |
| 31 | HV | Anh         | Akeem Hinds          |
| 32 | TĐ | Ireland     | Joshua Kayode        |
| 33 | TV | Bắc Ireland | Reece McGinley       |
| 34 | TĐ | Bắc Ireland | Tyrone Lewthwaite    |
| 35 | TV | Anh         | Jake Southern-Cooper |

## Nhân viên

### Ban quản lý
Tính đến 3 tháng 4 năm 2019
- Huấn luyện viên: Paul Warne[8]
- Trợ lý huấn luyện viên: Richie Barker[9]
- Huấn luyện viên thủ môn: Mike Pollitt[10]
- First Team Coach & Head of Academy Coaching: Matthew Hamshaw[11]
- Head of Performance: Ross Burbeary[12]
- Head of Medical Services: Paul Gambles
- Nhà vật lý trị liệu: Stephen Gilpin
- First Team Analyst: Josh Farrar
- Trưởng Tuyển trạch viên: Rob Scott[13]
- Senior Scout: Chris Trotter[13]
- Recruitment Analyst: Daniel Sale
- Academy Manager: Richard Hairyes
- Academy Head of Coaching: John Williams
- Development Phase Lead Coach: Ciarán Toner
- Youth Phase Lead Coach: Steven Mundell
- Foundation Phase Lead Coach: Jake Henry
- Academy Goalkeeper Coach: Rob Poulter
- Head of Academy Physiotherapy: Jessica Shaw
- Club Consultant: John Breckin

### Thống kê huấn luyện
Tính đến 17 tháng 2 năm 2018
| Tên                            | Quốc tich   | Từ                   | Đến                  | Thành tích | Thành tích | Thành tích | Thành tích | Thành tích |
| Tên                            | Quốc tich   | Từ                   | Đến                  | St         | T          | H          | B          | % Thắng    |
| ------------------------------ | ----------- | -------------------- | -------------------- | ---------- | ---------- | ---------- | ---------- | ---------- |
| Billy Heald                    |             | 1 tháng 8 năm 1925   | 1 tháng 3 năm 1929   | 165        | 55         | 38         | 72         | 033,33     |
| Stan Davies                    | Wales       | 1 tháng 3 năm 1929   | 31 tháng 5 năm 1930  | 59         | 18         | 12         | 29         | 030,51     |
| Billy Heald                    |             | 1 tháng 8 năm 1930   | 31 tháng 12 năm 1933 | 150        | 49         | 27         | 74         | 032,67     |
| Reg Freeman                    | Anh         | 1 tháng 1 năm 1934   | 1 tháng 8 năm 1952   | 523        | 252        | 97         | 174        | 048,18     |
| Andy Smailes                   | Anh         | 1 tháng 8 năm 1952   | 31 tháng 10 năm 1958 | 278        | 109        | 50         | 119        | 039,21     |
| Tom Johnston                   | Scotland    | 1 tháng 12 năm 1958  | 1 tháng 7 năm 1962   | 174        | 63         | 47         | 64         | 036,21     |
| Danny Williams                 | Anh         | 1 tháng 7 năm 1962   | 1 tháng 2 năm 1965   | 125        | 53         | 21         | 51         | 042,40     |
| Jack Mansell                   | Anh         | 1 tháng 8 năm 1965   | 31 tháng 5 năm 1967  | 96         | 34         | 27         | 35         | 035,42     |
| Tommy Docherty                 | Scotland    | 1 tháng 11 năm 1967  | 30 tháng 11 năm 1968 | 52         | 16         | 17         | 19         | 030,77     |
| Jim McAnearney                 | Scotland    | 1 tháng 12 năm 1968  | 1 tháng 5 năm 1973   | 240        | 92         | 66         | 82         | 038,33     |
| Jimmy McGuigan                 | Scotland    | 1 tháng 5 năm 1973   | 13 tháng 11 năm 1979 | 341        | 131        | 91         | 119        | 038,42     |
| Ian Porterfield                | Scotland    | 30 tháng 12 năm 1979 | 30 tháng 6 năm 1981  | 71         | 32         | 21         | 18         | 045,07     |
| Emlyn Hughes                   | Anh         | 1 tháng 7 năm 1981   | 21 tháng 3 năm 1983  | 84         | 31         | 21         | 32         | 036,90     |
| George Kerr                    | Scotland    | 21 tháng 3 năm 1983  | 31 tháng 5 năm 1985  | 124        | 44         | 30         | 50         | 035,48     |
| Norman Hunter                  | Anh         | 18 tháng 6 năm 1985  | 9 tháng 12 năm 1987  | 137        | 43         | 41         | 53         | 031,39     |
| John Breckin                   | Anh         | 9 tháng 12 năm 1987  | 23 tháng 12 năm 1987 | 2          | 0          | 0          | 2          | 000,00     |
| Dave Cusack                    | Anh         | 23 tháng 12 năm 1987 | 1 tháng 4 năm 1988   | 17         | 5          | 8          | 4          | 029,41     |
| Billy McEwan                   | Scotland    | 1 tháng 4 năm 1988   | 1 tháng 1 năm 1991   | 147        | 54         | 42         | 51         | 036,73     |
| Phil Henson                    | Anh         | 1 tháng 1 năm 1991   | 14 tháng 9 năm 1994  | 199        | 75         | 55         | 69         | 037,69     |
| John McGovern / Archie Gemmill | Scotland    | 14 tháng 9 năm 1994  | 31 tháng 7 năm 1996  | 104        | 36         | 31         | 37         | 034,62     |
| Danny Bergara                  | Uruguay     | 1 tháng 8 năm 1996   | 24 tháng 5 năm 1997  | 50         | 7          | 14         | 29         | 014,00     |
| Ronnie Moore                   | Anh         | 24 tháng 5 năm 1997  | 31 tháng 1 năm 2005  | 398        | 143        | 121        | 134        | 035,93     |
| Alan Knill (tạm quyền)         | Anh         | 31 tháng 1 năm 2005  | 7 tháng 4 năm 2005   | 74         | 20         | 19         | 35         | 027,03     |
| Mick Harford                   | Anh         | 7 tháng 4 năm 2005   | 10 tháng 12 năm 2005 | 26         | 5          | 8          | 13         | 019,23     |
| Alan Knill                     | Anh         | 10 tháng 12 năm 2005 | 1 tháng 3 năm 2007   | 64         | 18         | 17         | 29         | 028,13     |
| Mark Robins                    | Anh         | 1 tháng 3 năm 2007   | 9 tháng 9 năm 2009   | 129        | 56         | 30         | 43         | 043,41     |
| Steve Thornber (tạm quyền)     | Anh         | 9 tháng 9 năm 2009   | 26 tháng 9 năm 2009  | 3          | 1          | 2          | 0          | 033,33     |
| Ronnie Moore                   | Anh         | 26 tháng 9 năm 2009  | 21 tháng 3 năm 2011  | 87         | 36         | 21         | 30         | 041,38     |
| Andy Liddell (tạm quyền)       | Anh         | 25 tháng 3 năm 2011  | 15 tháng 4 năm 2011  | 4          | 1          | 1          | 2          | 025,00     |
| Andy Scott                     | Anh         | 16 tháng 4 năm 2011  | 17 tháng 3 năm 2012  | 46         | 15         | 14         | 17         | 032,61     |
| Darren Patterson (tạm quyền)   | Bắc Ireland | 19 tháng 3 năm 2012  | 11 tháng 4 năm 2012  | 5          | 4          | 0          | 1          | 080,00     |
| Steve Evans                    | Scotland    | 9 tháng 4 năm 2012   | 28 tháng 9 năm 2015  | 173        | 72         | 45         | 56         | 041,62     |
| Eric Black (tạm quyền)         | Scotland    | 1 tháng 10 năm 2015  | 9 tháng 10 năm 2015  | 1          | 0          | 0          | 1          | 000,00     |
| Neil Redfearn                  | Anh         | 9 tháng 10 năm 2015  | 8 tháng 2 năm 2016   | 21         | 5          | 2          | 14         | 023,81     |
| Neil Warnock                   | Anh         | 11 tháng 2 năm 2016  | 18 tháng 5 năm 2016  | 16         | 6          | 6          | 4          | 037,50     |
| Alan Stubbs                    | Anh         | 1 tháng 6 năm 2016   | 19 tháng 10 năm 2016 | 14         | 1          | 3          | 10         | 007,14     |
| Paul Warne (tạm quyền)         | Anh         | 19 tháng 10 năm 2016 | 21 tháng 10 năm 2016 | 0          | 0          | 0          | 0          | —          |
| Kenny Jackett                  | Wales       | 21 tháng 10 năm 2016 | 28 tháng 11 năm 2016 | 5          | 0          | 1          | 4          | 000,00     |
| Paul Warne                     | Anh         | 28 tháng 11 năm 2016 | Nay                  | 127        | 41         | 28         | 58         | 032,28     |

## Danh hiệu câu lạc bộ

### Giải vô địch
Hạng ba của bóng đá Anh (EFL League One từ năm 2004)
- Vô địch (2): 1950–51, 1980–81
- Á quân: 2000–01
- Thắng Play-off: 2013–14, 2017–18

Hạng tư của bóng đá Anh (EFL League Two từ năm 2004)
- Vô địch (1): 1988–89
- Á quân: 1991–92, 1999–2000, 2012–13
- Thăng hạng từ vị thứ 3: 1974–75

### Cúp
Cúp FA
- Vòng 5: 1952–53, 1967–68

Football League Cup
- Á quân: 1960–61

Football League Trophy
- Vô địch: 1995–96

Football League Third Division North Cup
- Vô địch 1945–46[14]

## Kỉ lục câu lạc bộ
- Vị thứ cao nhất giải vô địch: 3rd, 1954–55 Football League Second Division[15]
- Trận thắng đậm nhất Giải vô địch: 8–0 v Oldham Athletic at Millmoor, Division 3 North, 26 tháng 5 năm 1947[16]
- Trận thắng đậm nhất Cúp: 6–0 (v Spennymoor Utd,[17] FA Cup 2nd round, 17 tháng 12 năm 1977, v Wolves FA Cup 1st round,[18] 16 tháng 11 năm 1985, v King's Lynn,[19] FA Cup 2nd round, 6 tháng 12 năm 1997)
- Trận thua đậm nhất: 1–11 v Bradford City, Division 3 North, 25 tháng 8 năm 1928[20]
- Kỉ lục khán giả tại Millmoor: 25,170 vs Sheff Utd, Football League Second Division, 13 tháng 12 năm 1952
- Kỉ lục khán giả tại Sân vận động Don Valley: 7,082 vs. Aldershot Town (19 tháng 5 năm 2010) Football League Two play-offs[21]
- Kỉ lục khán giả tại Sân vận động New York: 11,758 vs. Sheffield United (7 tháng 9 năm 2013) Football League One
- Đối thủ gặp nhiều nhất ở giải vô địch và cúp: Lincoln City (94), Doncaster Rovers (84), Crewe Alexandra (79), Bradford City (78), York City (78)
- Đối thủ thắng nhiều nhất ở giải vô địch và cúp: Lincoln City (49), Doncaster Rovers (40), Bradford City (37), Rochdale (36), Chester City (35)
- Đối thủ thua nhiều nhất ở giải vô địch và cúp: Chesterfield (41), Wrexham (31), Darlington (30), Walsall (29), Crewe Alexandra (29), Huddersfield Town (29)
- Đối thủ hòa nhiều nhất ở giải vô địch và cúp: Swansea City (25), Doncaster Rovers (22), Lincoln City (21), Walsall (21), Crewe Alexandra (20), York City (20)
- Kỉ lục điểm Giải vô địch: 91, Division 2, 2000–01
- Kỉ lục số bàn thắng Giải vô địch: 114, Division 3 (N), 1946–47
- Số bàn thắng kỉ lục ở Giải vô địch: Gladstone Guest, 130 bàn, giai đoạn 1946–1956
- Số bàn thắng kỉ lục ở Cúp: Alan Crawford, 18 bàn, giai đoạn 1974–1979
- Số bàn thắng ghi nhiều nhất ở giải vô địch trong một mùa giải: Wally Ardron, 38 bàn, 1946/47
- Cầu thủ ghi nhiều bàn nhất trong một trận đấu: Jack Shaw 5 bàn Darlington khách Cúp FA 25 tháng 11 năm 1950 won 7–2
- Cầu thủ khoác áo đội tuyển quốc gia nhiều nhất: Kári Árnason (36 caps for Iceland)
- Kỉ lục số lần ra sân: Danny Williams, 461 league matches, 39 Cup matches 621 in total matches[22]
- Cầu thủ trẻ nhất: Kevin Eley, 16 năm 71 ngày, 15 tháng 5 năm 1984
- Kỉ lục chuyển nhượng: Jon Taylor từ Peterborough United F.C.[23]
- Kỉ lục mức phí nhận được: £1.600.000 từ Cardiff City cho Danny Ward[24]
- Kỉ lục bán vé: £106,182 Southampton Cúp FA vòng 3, 16 tháng 1 năm 2002